# План „Моргентау“
Планът „Моргентау“ (на английски: Morgenthau Plan) се осъществява за кратко по предложение от 1944 година на финансовия министър на Съединените щати Хенри Моргентау.
Предвижда мерки след края на Втората световна война, които да ограничат военния капацитет на Германия – ликвидиране на военната промишленост, както и на свързани с нея стратегически клонове на тежката промишленост. Непосредствено след окупацията на Германия през 1945 година американското правителство започва да прилага ограничен вариант на плана, но скоро се отказва от него, ориентирайки се към създаване на „стабилна и продуктивна Германия“ в рамките на Плана „Маршал“.